# Wiehltalsperre
Die Wiehltalsperre ist eine Talsperre im Gebiet der Gemeinde Reichshof (Oberbergischer Kreis) in Nordrhein-Westfalen (Deutschland).

## Beschreibung

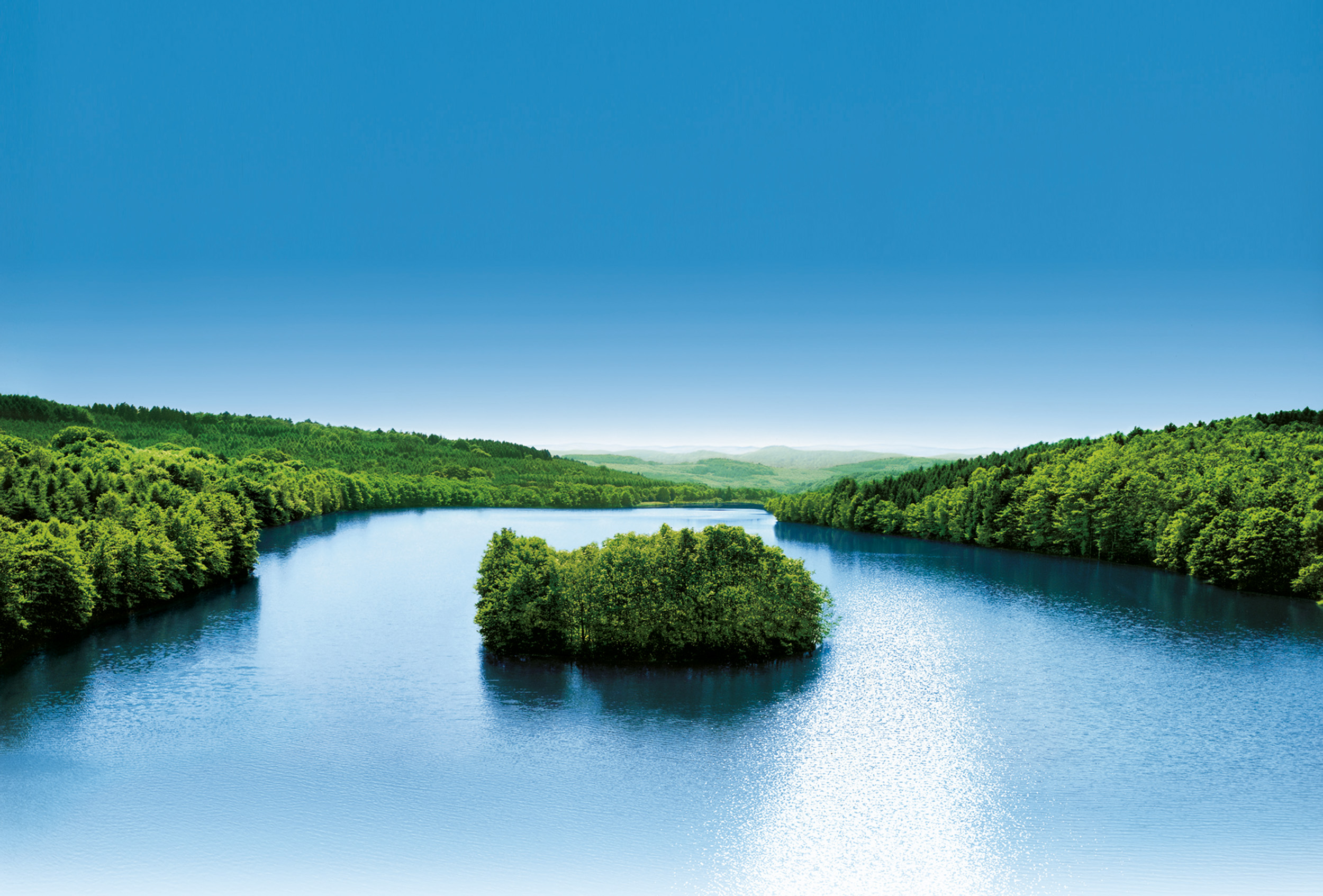
Die Krombacher-Insel im Stausee

Die Talsperre dient dem Hochwasserschutz und der Trinkwasserversorgung und liegt etwa 5 km östlich von Wiehl. Sie enthält bei Vollstau ca. 31,5 Mio. m³ bei einer Wasserfläche von rd. 2,2 km².
Der Stausee erstreckt sich überwiegend in Ost-West-Richtung. Er ist 80 bis 500 m breit und rund 6,5 km lang. Für den Bau mussten ab Mitte der 1960er Jahre rund 450 Menschen aus den Dörfern Auchel, Berg, Dresbach, Finkenrath, Hohl, Jägerhaus, Kühlbach, Niederodenspiel, Nothausen, Sprenklingen, und Ufersmühle ihre Heimat verlassen. Auch die 9,6 km lange Bahnstrecke Brüchermühle–Wildbergerhütte fiel dem Stauseebau zum Opfer. Die Inbetriebnahme und Aufnahme der Wasserversorgung aus der Wiehltalsperre erfolgte 1973.
Der Staudamm bei Ufersmühle staut das Wasser der Wiehl bis auf eine Höhe von 292,5 m ü. NN (Normalstau) bzw. 293,11 m ü. NN (Höchststau). Es handelt sich um einen Steinschüttdamm mit innen liegender Asphaltbetondichtung. Mit dem Talsperrenwasser aus der Wiehltalsperre und aus der Genkeltalsperre stellt der Aggerverband die Trinkwasserversorgung in seinem Verbandsgebiet sicher.
Eine Insel in der größten der drei Vorsperren der Wiehltalsperre ist seit den 1990er-Jahren durch TV-Werbekampagnen der Krombacher Brauerei deutschlandweit bekannt geworden. In Zeiten vor dem Internet erhielt die Krombacher-Brauerei pro Woche bis zu 100 Anfragen, wie der See heiße. Die Insel ist „Krombacher-Insel“ genannt worden und wird von der Gemeinde Reichshof als Touristenattraktion vermarktet.
Die Werbeaufnahmen entstanden mit einem Hubschrauber oder einer Drohne und wurden nachbearbeitet. Die Insel sieht in der Realität viel unspektakulärer aus als im Werbespot.

## Zuflüsse
Der Hauptzufluss der Wiehltalsperre ist die Wiehl, die zusätzlich bei Wildbergerhütte vom Aubach gespeist wird.
- Wiehl und Aubach von Osten, bei Nespen auf 302 m ü. NN.
- Dreschhausener Bach von Norden, bei Nespen.
- Hohler Bach von Norden.
- Streesharthbach von Süden, bei Odenspiel.

## Aussichtspunkte
2005 wurde ein Aussichtspunkt mit Picknickplatz der Bevölkerung übergeben. Er befindet sich an der Kreisstraße K 16 Brüchermühle–Sinspert kurz vor der Abzweigung nach Schemmerhausen und bietet einen Ausblick auf den „Auchel-Fjord“. Eine dort aufgestellte Tafel informiert über die im Stausee „Versunkenen Dörfer“.
Der in den 1970er Jahren errichtete Aussichtsturm Kühlbergturm südlich der Talsperre wurde 2013 wegen starker Fäulnisschäden abgerissen.

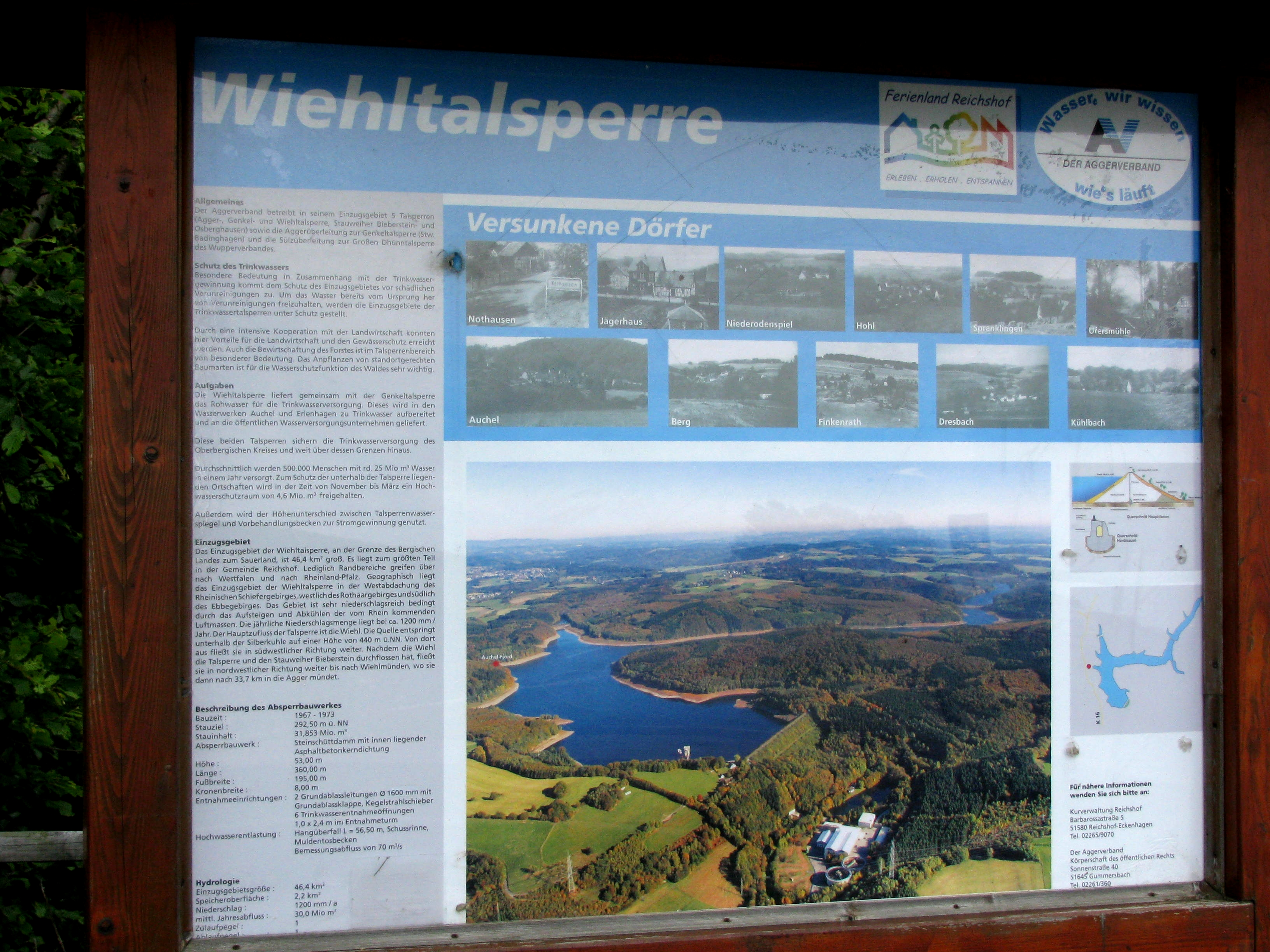
Informationstafel zum Stausee
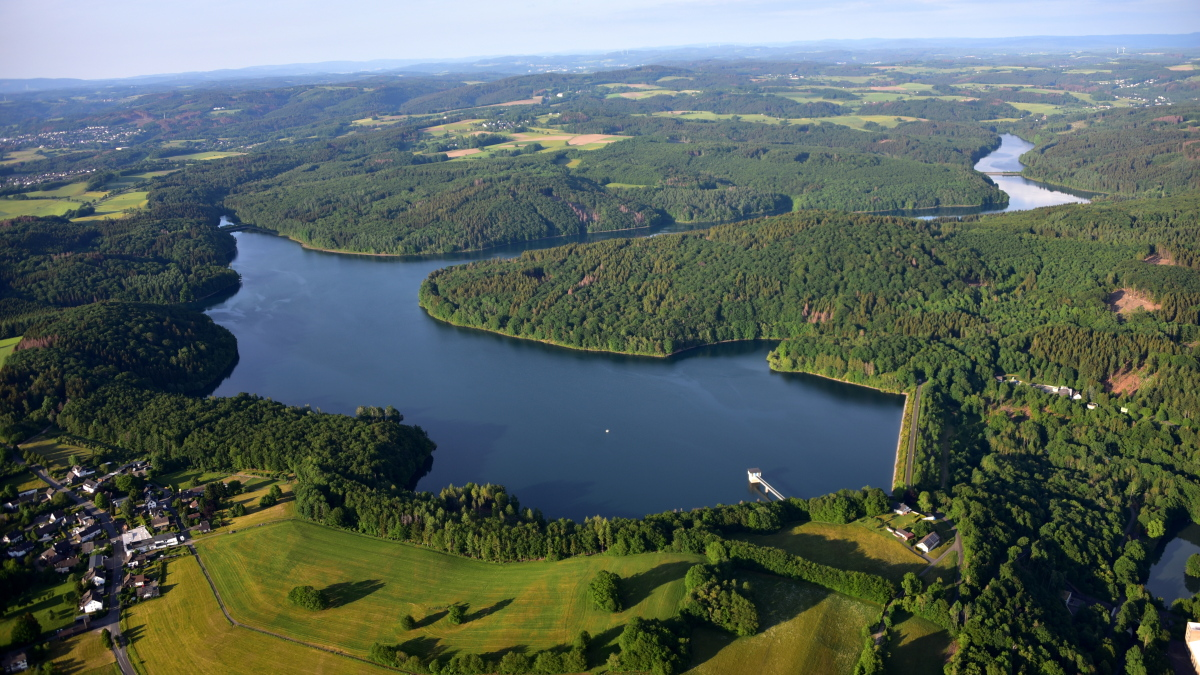
Wiehltalsperre, Luftaufnahme 2020
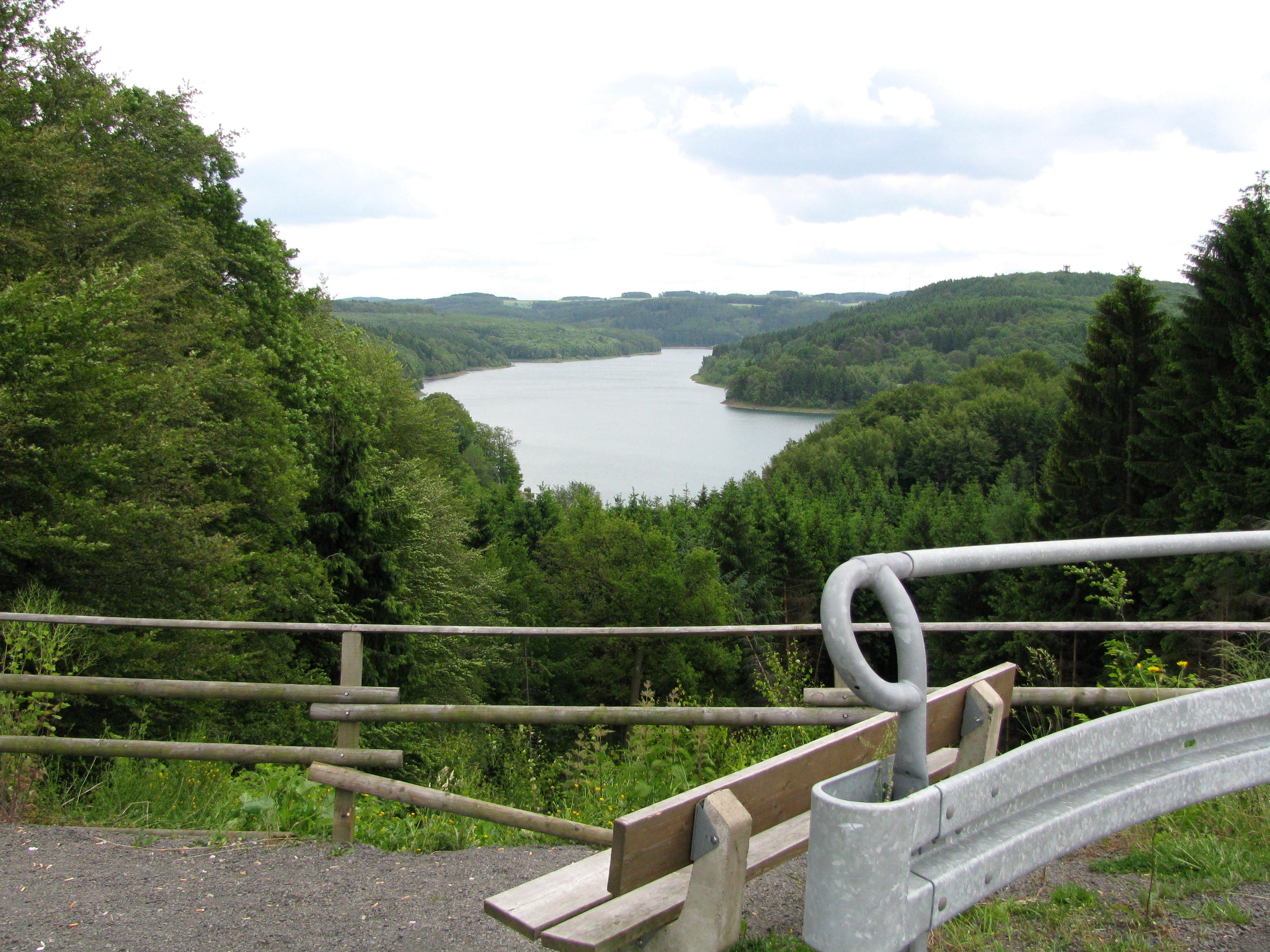
Blick vom Aussichtspunkt
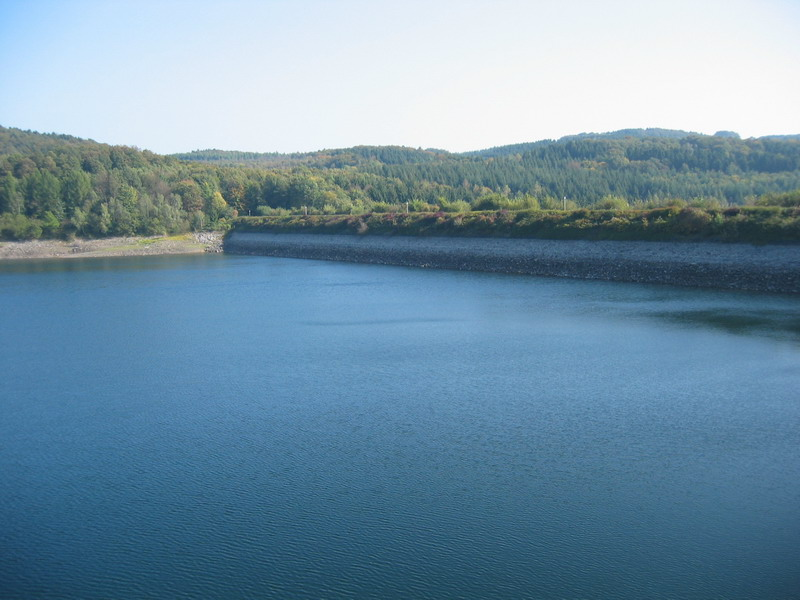
Naturdamm der Talsperre
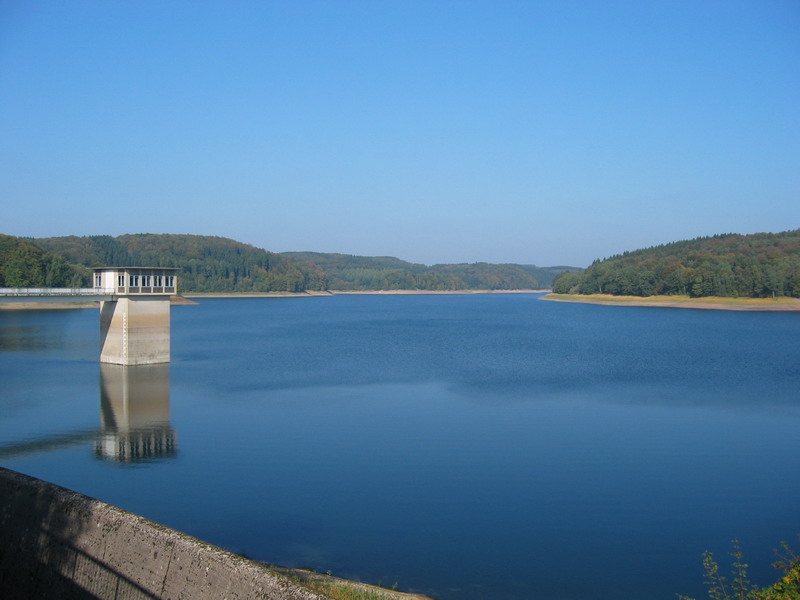
Wasserentnahmeturm in der Talsperre
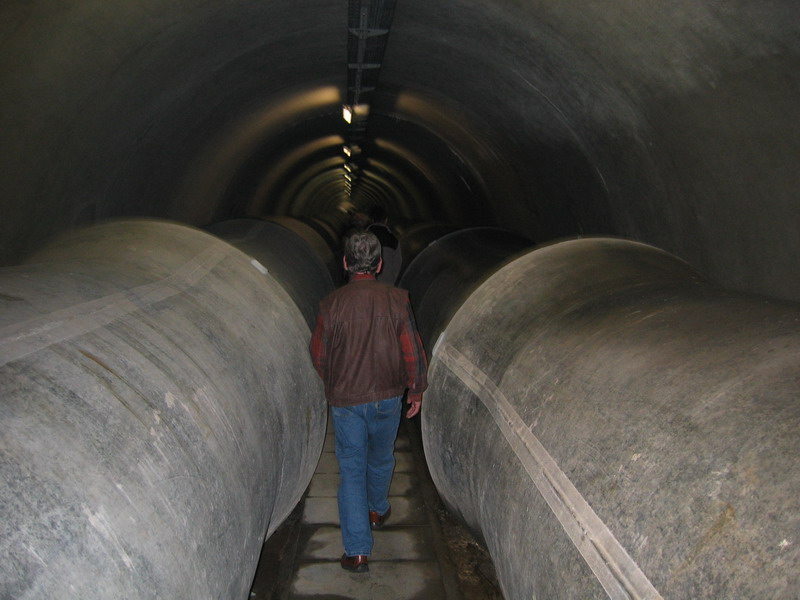
Stollen im Wasserentnahmeturm
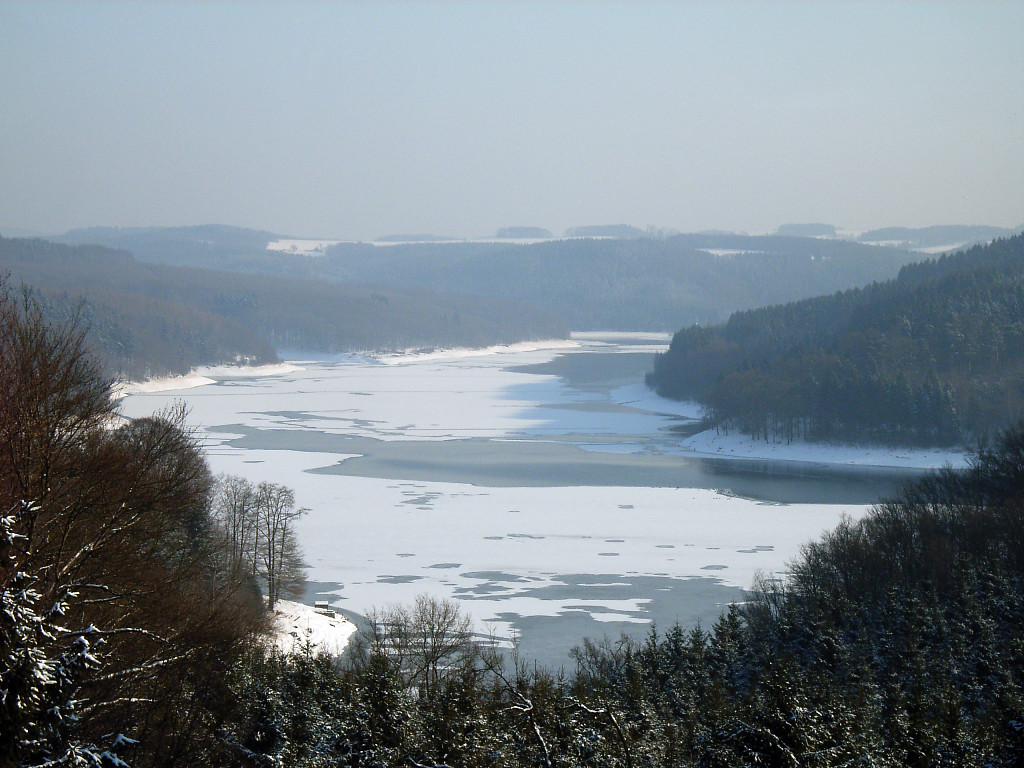
Wiehltalsperre im Winter
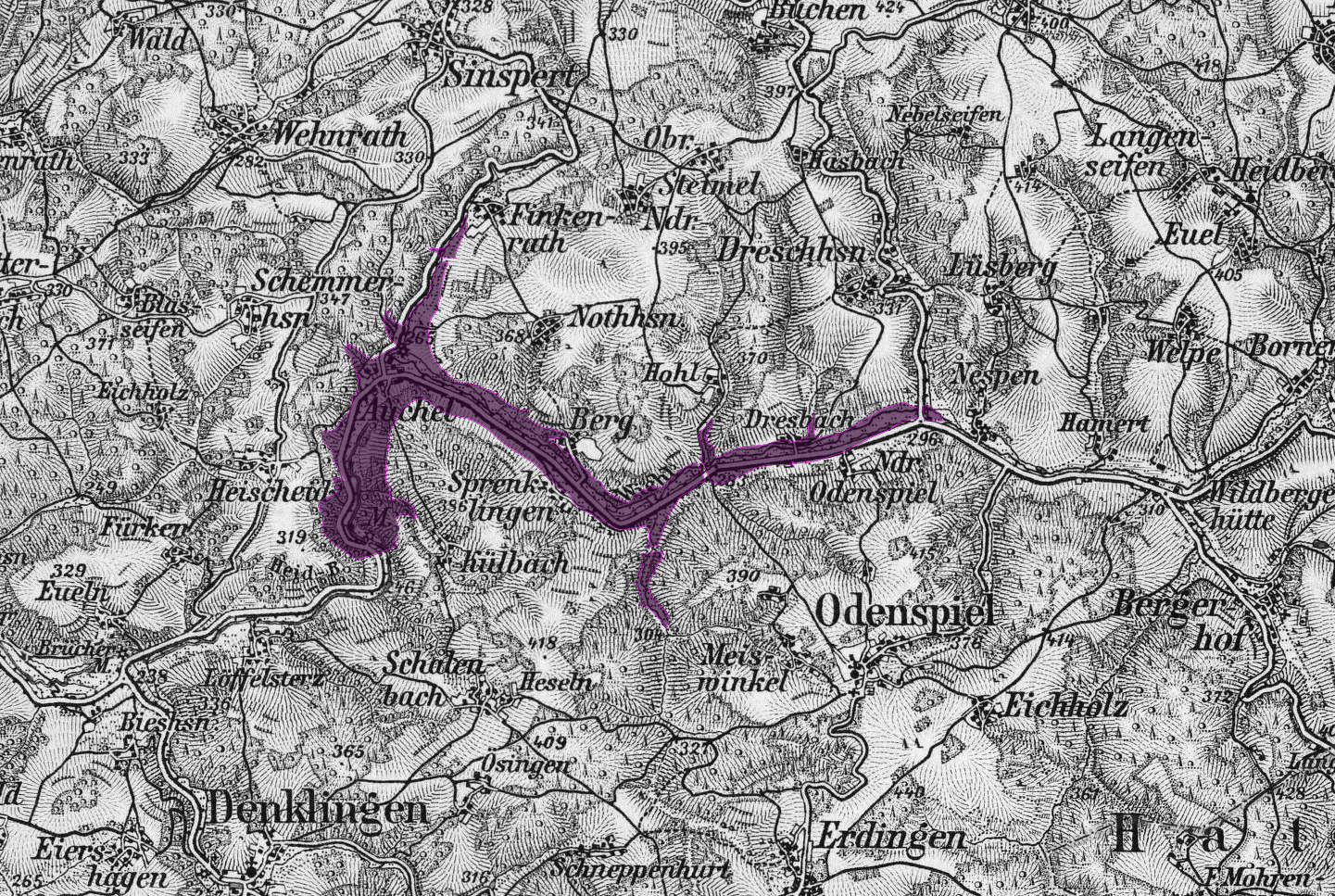
Lage der heutigen Wiehltalsperre in historischer Karte

## Naturschutz
Das Gebiet der Wiehltalsperre liegt im Naturpark Bergisches Land. Bis 2014 war der Bereich als Landschaftsschutzgebiet ausgewiesen.
Am 13. September 2014 trat der Landschaftsplan Nr. 10 „Wiehltalsperre“ des Oberbergischen Kreises in Kraft. Er umfasst den südlichen Teil der Gemeinde Reichshof und löst vorherige Schutzgebietausweisungen ab. Mit diesem Landschaftsplan wurde u. a. das über 960 ha große Naturschutzgebiet N 16 Wiehltalsperre neu ausgewiesen.
Außer dem unmittelbaren Gewässerbereich der Talsperre, der als Rast- und Brutplatz für Vögel bedeutend ist, wurden damit auch weite Teile der umliegenden Wälder zum Naturschutzgebiet. In den arten- und strukturreichen Laub- und Mischwäldern befinden sich naturnahe Fließgewässer, Quellbereiche und einige Offenlandbiotope.